# Mật Vân Viên Ngộ
Mật Vân Viên Ngộ (zh: 密雲圓悟, ja: Mitsuun Engo, 1566-1642) là Thiền sư Trung Quốc cuối đời Minh, thuộc dòng Hổ Khâu, Dương Kì phái, Lâm Tế tông. Sư là người có vai trò lớn trong việc khôi phục truyền thống của Lâm Tế tông ở Trung Quốc vào cuối đời Minh và được người đời tôn xưng là Lâm Tế tái lai. Tuy nhiên, sư cũng bị Hoàng Đoan Bá (黃端伯) chỉ trích là vu khống các vị tổ sư, nâng cao ảnh hưởng tông Lâm Tế bằng cách triệt hạ tông Tào Động. 

## Cuộc đời

### Thiếu niên
Sư sinh vào tháng 10 năm 1566 (niên hiệu Gia Tĩnh thứ 45), con nhà họ Tưởng, quê ở huyện Nghi Hưng, phủ Thường Châu, tỉnh Giang Tô. Năm 6 tuổi. sư học Kinh Điển Nho Giáo nhưng cảm thấy không phù hợp. Lớn lên sư theo nghề làm nông, tính tình sư ngay thẳng.
Vào năm 8 tuổi, sư đã biết niệm Phật mà không cần ai chỉ dạy. Năm 15 tuổi, sư bị cha mẹ buộc bỏ nghề làm nông để làm đánh bắt cá. Năm 16 tuổi, cha mẹ ép sư cưới vợ.

### Tu tập
Năm 1587 (21 tuổi), sư đọc Pháp Bảo Đàn Kinh và nhân đây bắt đầu say mê Thiền tông. Một hôm, sư gánh củi đi qua núi, vô tình bó củi va vào thành núi bỗng nhiên sư khai ngộ.
Năm 1594 (29 tuổi), sư bỏ gia đình đến xuất gia với Thiền sư Huyễn Hữu Chính Truyền. Sau đó, sư chuyên tâm tham Thiền dưới sự hướng dẫn của vị thiền sư này.
Năm 1602 (35 tuổi), Thiền sư Huyễn Hữu Chính Truyền có chiếu chỉ vua ban đến trụ trì tại Long Trì Viện ở Thường Châu, sư cũng được thầy cử đến đây làm chức Giám Viện.

### Chứng ngộ
Một ngày nọ, sư đi qua đỉnh núi Đồng Quan vô tình bị trượt, ngay đó sư liền đại ngộ. Sư đến gặp Thiền sư Huyễn Hữu Chính Truyền trình bài kệ tỏ ngộ và cầu Thiền sư Huyễn Hữu ấn chứng:
Thiền sư Huyễn Hữu hỏi: "Nếu có người hỏi, ông đáp thế nào?" Sư đưa nắm tay lên. Huyễn Hữu hỏi: "Lão tăng không hiểu ông đắc là đắc cái gì?". Sư đáp: "Đừng nói hoà thượng không hiểu, ba thời chư Phật còn không hiểu!". Một hôm, thiền sư Huyễn Hữu đưa cây phất trần lên hỏi: "Các ngài còn có gì không?". Sư nghiêm nghị hét một tiếng. Huyễn Hữu bảo: "Hét hay đấy!". Sư lại hét lên hai tiếng, rồi trở về chỗ ngồi. Thiền sư Huyễn Hữu ấn khả cho sư.
Năm 1611 (46 tuổi), Thiền sư Huyễn Hữu Chính Truyền trao cho sư pháp y chính thức nối pháp tông Lâm Tế.

### Hoằng pháp
Năm 1614, Thiền sư Chính Truyền thị tịch, sư trọn hiếu ở bên tháp thầy 3 năm. Và đến tháng 4 năm 1617, sư kế tiếp thầy trụ trì tại Long Trì Viện.
Năm 1624, sư đến trụ trì, thuyết pháp tại chùa Thông Huyền ở núi Thiên Thai.
Tháng 3 năm 1625, sư đến trụ trì tại chùa Quảng Huệ ở Hải Diêm, Gia Hưng, tỉnh Phúc Kiến.
Tháng 3 năm 1630, sư sáng lập Vạn PhúcTự  ở núi Hoàng Bá, Phúc Châu,  tỉnh Phúc Kiến.
Năm 1632, sư đến trụ trì tại chùa Quảng Lợi ở Dục Vương Sơn, Minh Châu,  Tỉnh Triết Giang. Trong năm sư chuyển đến trụ trì tại Thiên Đồng Cảnh Đức Thiền Tự ở Ninh Ba, Triết Giang và trùng tu chùa với quy mô lớn.
Năm 1641, vua nhà Thanh ban tặng cho sư một chiếc cà sa tía và thỉnh sư đến trụ trì tại chùa Đại Báo Ân ở Kim Lăng.
Năm 1642, sư trở về chùa Thông Huyền và đến ngày 7 tháng 7 cùng năm sư an nhiên thị tịch, hưởng thọ 77 tuổi, vua ban thụy hiệu là Huệ Định Thiền sư. Cuộc đời, hành trạng của sư được các đệ tử ghi lại trong bộ Mật Vân Thiền Sư Ngữ Lục (zh: 密雲禪師語錄, 12 quyển).

## Tư tưởng và ảnh hưởng
Sư là người chủ trương khôi phục lại thủ thuật tiếp dẫn người học đặc biệt của Tông Lâm Tế là đánh (bổng) và hét (hát) vốn là phương tiện giúp người học đạo nhanh chóng khai ngộ và rất thịnh hành dưới thời của Khai tổ Lâm Tế Nghĩa Huyền  nhưng qua các triều đại sau dần phai mờ. Qua việc sử dụng đánh hét để dạy đệ tử, sư trở nên nổi tiếng và được coi là vị Thiền sư nghiêm khắc và xuất sắc dưới thời đó.
Ngoài ra, sư cũng nổi bật qua việc trùng tu lại ngôi Thiên Đồng Cảnh Đức Thiền Tự - ngôi đại danh thắng và là một trong các ngôi Thiền viện tổ đình Thiền tông lâu đời của Trung Quốc và có diện tích rất rộng (hiện nay diện tích tổng thể là 7.640.000 m2, diện tích xây dựng là 28.800 m2). Trước khi sư đến trụ trì tại ngôi chùa này thì nơi đây từng nhiều lần chịu nhiều sự đổ nát từ nạn binh đao, hỏa hoạn, lũ lụt. Năm 1638, sư trùng tu tổng thể toàn bộ ngôi chùa này, xây dựng thêm nhiều điện đường quy mô lớn và rất có kết cấu. Tăng chúng đến đây tham học hơn 1000 người, cư sĩ, phật tử đến hỏi đạo rất đông. Ngôi tổ đình này từ đó đến nay thuộc Thiền Lâm Tế chính tông, tại khuôn viên chùa còn lưu giữ bức tượng đá toàn thân sư.
Ngoài việc dạy Thiền cho các Thiền tăng, sư cũng chú trọng đến việc dạy Thiền cho các vị nữ tu, ni sư và trong những vị nữ tu này có người ngộ đạo. Những vị nữ tu ngộ đạo này về sau trở thành những thiền sư ni nổi tiếng theo cách giáo hóa riêng của họ.
Trong suốt 30 năm giáo hóa của mình, sư đã nỗ lực khôi phục lại Tông Lâm Tế qua những bài thuyết pháp và đường lối thực hành Thiền Thoại Đầu. Người theo sư quy y, thọ giới và nghe thuyết pháp có tới 30,000 người, đệ tử xuất gia 300 người, 12 người được sư ấn khả và cho nối pháp. Từ những nỗ lực và kỳ tích đó, sư được người đời tôn kính là Lâm Tế thứ 2. Kế thừa tư tưởng và phong cách của sư, các đệ tử nối pháp của sư  như Thiền sư Phí Ẩn Thông Dung, Mộc Trân Đạo Mân cũng nỗ lực dùng các phương pháp đánh, hét để khôi phục lại tinh thần tông Lâm Tế và biên soạn nhiều tác phẩm liên quan đến lịch sử và đường lối thực hành của Thiền tông.
Tuy nhiên, sư cũng thường tranh luận với các vị tôn túc đương thời các vấn đề liên quan đến lịch sử, truyền thống của Thiền Tông. Những quan điểm táo bạo của sư đã gây xung đột, bất dồng với các vị Thiền sư các tông mà đứng đầu là tông Tào Động, số ít thuộc nội bộ tông Lâm Tế.